# École nationale supérieure de chimie de Paris
De École nationale supérieure de chimie de Paris, ook wel Chimie ParisTech, is een in 1896 opgerichte grande école in Parijs. De instelling is sinds 1991 een onderdeel van de ParisTech associatie. De campus ligt in het gebied van de PSL Research University van Parijs.
Chimie ParisTech leidt op voor het ingenieursdiploma, voor master : 'Ingénieur Chimie ParisTech' 300 ECTS.

## Docenten
- Henri Moissan, Frans chemicus[2]
- Georges Urbain, Franse scheikundige[3]

- International Standard Name Identifier: 0000 0000 9519 117X
- Virtual International Authority File: 140258468